# Willscheid

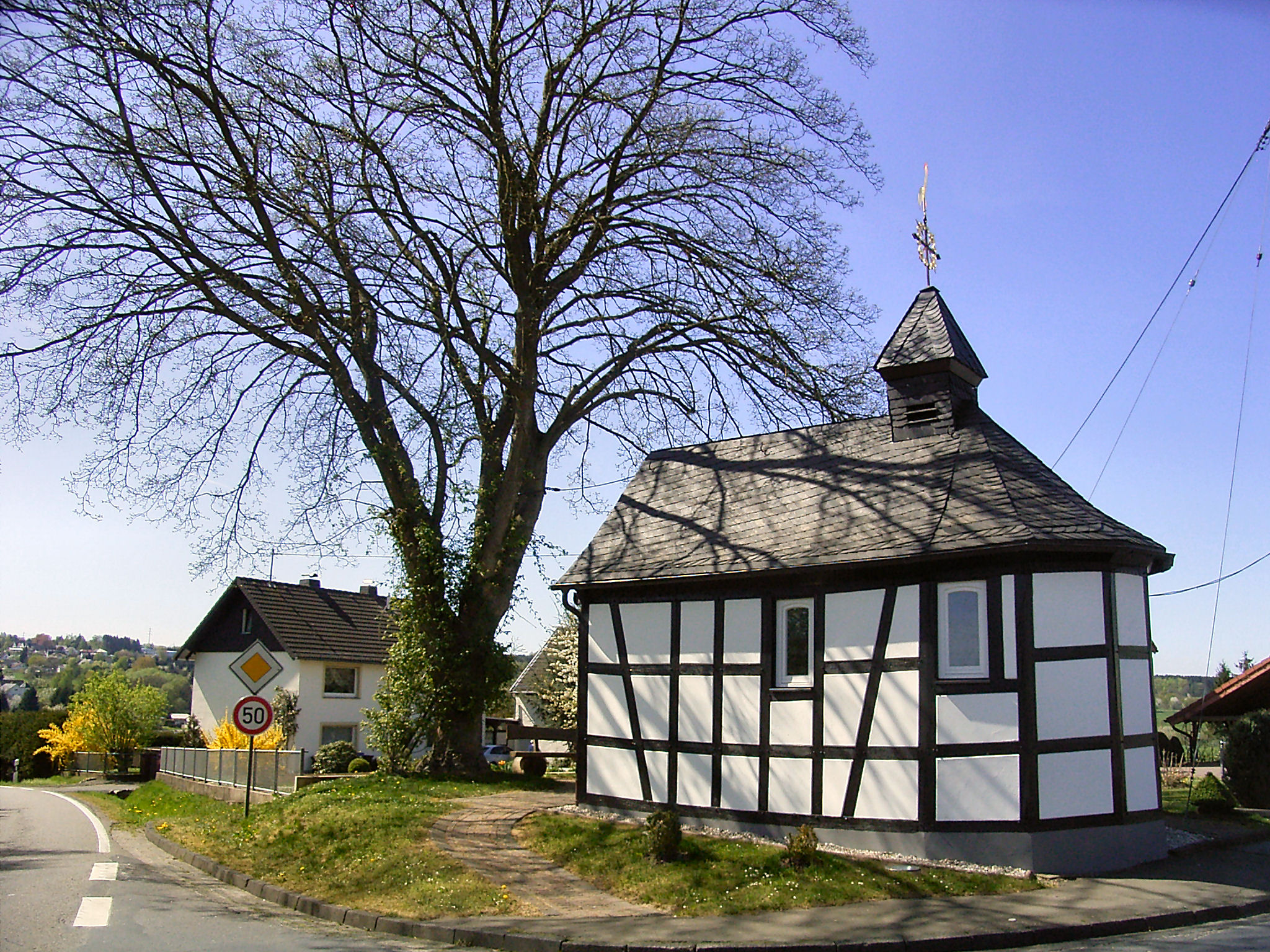
Bernhardskapelle in Willscheid

Willscheid ist ein Ortsteil von Vettelschoß im rheinland-pfälzischen Landkreis Neuwied.

## Geographie
Das Straßendorf liegt auf rund 300 m ü. NHN im Norden des Gemeindegebietes, wobei der Süden von Willscheid beinahe schon an die Bebauung des Vettelschoßer Zentrums heranreicht. Der westliche Nachbarort Oberwillscheid liegt etwa 500 m entfernt, nördlich befindet sich der Wohnplatz Seiferhof mit einem Golfplatz. Südwestlich erstreckt sich der nach dem Ort benannte Willscheider Berg (362,9 m ü. NHN) mit seinem durch einen Basaltsteinbruch entstandenen See. Durchquert wird Willscheid von der Landesstraße 252 (Kalenborner Straße), die es u. a. mit Kalenborn und Vettelschoß verbindet.

## Geschichte
Vermutlich liegen die Ursprünge des heutigen Ortsteils in einem Hof, der 1415 in einem Zinsregister Rorich III. von Rennenberg erwähnt wurde und im heutigen Oberwillscheid lag. 1471 schenkte Wilhelm von Nesselrode dem Mandt von Seelbach den halben Hof „Willenschit sambt Zubehör“. Dessen Sohn Bertram erwarb 1477 für die Kapelle zu Ehrenstein die „Güter zu Willscheid“. Bei einer Inventur im Gebiet des kurkölnischen Amtes Altenwied im Jahre 1660 zählte man in Willscheid drei Häuser.
Von 1802 an ging der Hof für zwölf Jahre an die Witwe Stockhausen, die es vom Prior von Ehrenstein pachtete. Auch als der Hof 1803 in den Machtbereich des Hauses Nassau-Usingen und 1811 an die Fürsten zu Wied ging, blieb die Witwe Pächterin. Anton, der Sohn der Witwe Stockhausen, führte die Pacht seiner Mutter für weitere zwölf Jahre fort. Weil er bereits vor Auslauf des Pachtvertrags 1823 starb, übernahm seine Frau Elisabeth Stockhausen den Hof. Als die Laufzeit des Vertrages abgelaufen war und Elisabeth Stockhausen ihn nicht mehr verlängerte, wurden die Liegenschaften 1831 an 23 Pachtinteressenten aufgeteilt. 
Das Gebäude und Hofgrundstück kaufte der Gerichtsschöffe Matthias Schmitz aus Vettelschoß, nach dessen Versterben der Hof 1853 abgerissen wurde. 1659 waren in Willscheid außer dem Hof nur zwei Häuser vorhanden. Bis zum Jahre 1817 war die Einwohnerzahl schon auf 50 angewachsen und blieb bis zum Jahrhundertende relativ konstant. Den Neustädter Kirchenbüchern zufolge schwankte die Bevölkerungszahl seit 1660 immer zwischen 30 und 50 Einwohnern, 1987 zählte Willscheid 20 Einwohner.

## Sehenswürdigkeiten
Die Bernarduskapelle aus dem Jahr 1683 steht wahrscheinlich anstelle einer älteren Kapelle, da in einer Urkunde aus dem Jahr 1570 bereits eine Kapelle für den Ort genannt wurde. Ihr Bau ging vermutlich auf die Heisterbacher Mönche zurück, da sie einem der bedeutendsten Mönche des Zisterzienserordens geweiht ist und auch räumlich auf dem Weg zwischen der ehemaligen Abtei Heisterbach (errichtet 1192) und des Klosters St. Katharinen (errichtet um 1200) steht. Sie ist die einzige Fachwerkkapelle innerhalb der Verbandsgemeinde Linz am Rhein.